# Izbor
Izbòr je v statistiki pomemben postopek pri iskanju reprezentativnega vzorca obravnavane statistične mase.
Obstaja več metod izbiranja vzorcev.